# ラピオ

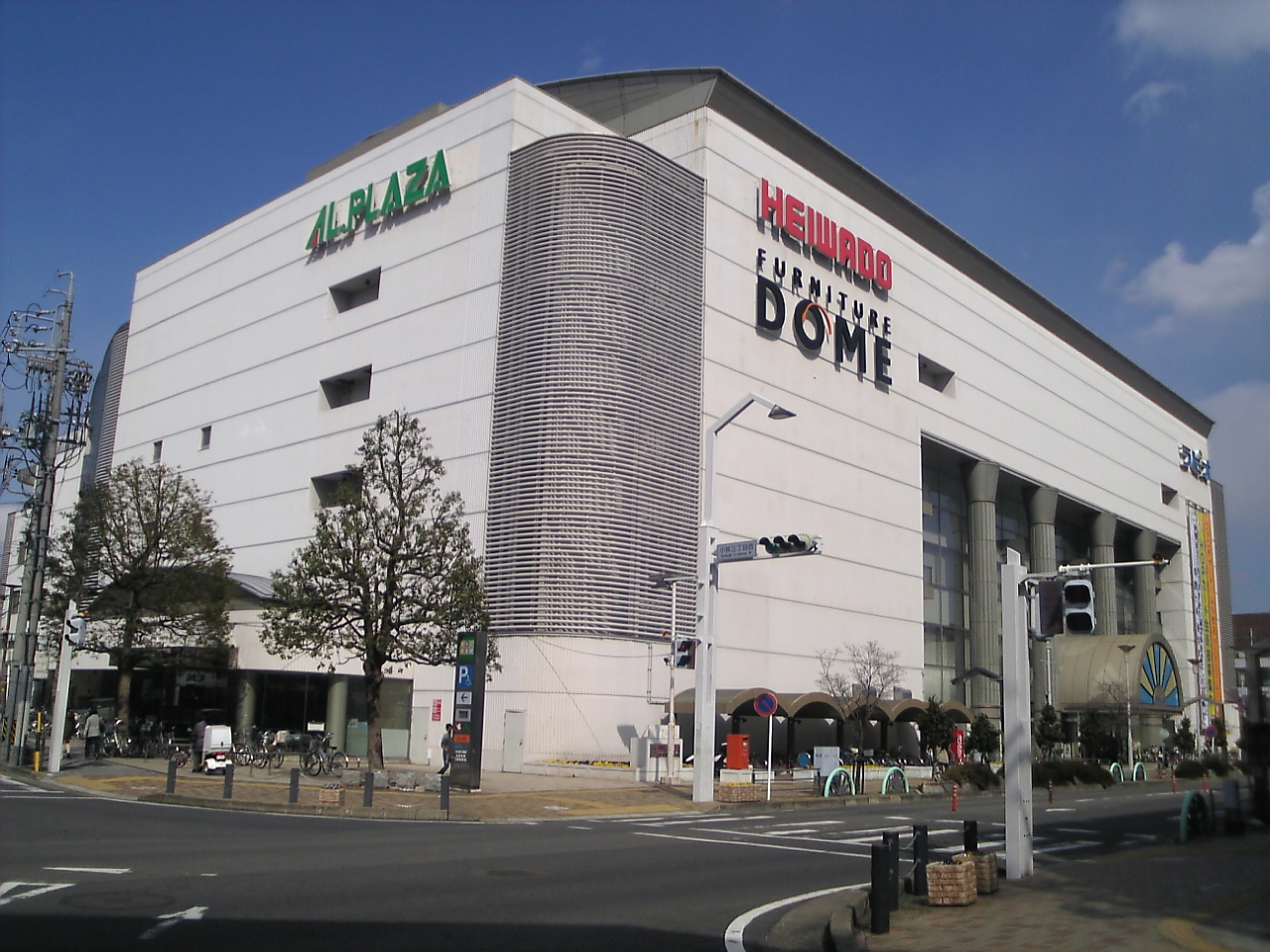
2012年（平成24年）のラピオ

ラピオは、愛知県小牧市に存在する複合商業施設。小牧市によって建設された。

## 概要
小牧駅西側の再開発事業の中核施設として開業。建物は地下2階・地上5階。再開発前の敷地は栄屋百貨店を中心に、多くの商店が存在していた。「ラピオ」の名称の由来は、Life People Oasysの合成語で、人々の生活のオアシスとしての場という意味が込められている。1階から4階までが商業施設で5階に女性センターとスポーツセンターという公共施設が入居する形で開業した。開業時に商業施設部分の核店舗として出店していたイトーヨーカドーは、小牧市からラピオ内の1階から4階までの部分の権利を約55億円で購入すると共に、ラピオの運営母体である第三セクターの小牧都市開発にも10%を出資していた。
イトーヨーカドー小牧店は1996年（平成8年）度には約76億円の売上を記録したものの、近隣にある大型店との競合が影響して食品以外の売上が伸び悩み、売上が最盛期の約60%に落ち込んだため、2007年（平成19年）で閉店することになった。代わりに2007年（平成19年）11月8日に平和堂東海が愛知県内初出店となる「アル・プラザ小牧」を新たな核店舗として出店。しかし3・4階部分に大きな空床ができたため、2010年（平成22年）11月に中野直輝小牧市長（当時）が図書館移転先とする考えを表明したが、2011年（平成23年）2月の選挙で破れたため実現されなかった。その後新たに小牧市長となった山下史守朗は「市民の意見を聞く」と公約していたが、意見を聞かずに同年9月ファニチャードームのオープンを発表。同年12月に同店はオープンした。
しかし2015年（平成27年）10月にファニチャードームは4階から撤退し3階のみとなり、さらに2015年（平成27年）10月の住民投票後2016年（平成28年）4月に新たに設置された審議会で新たな図書館建設について審議がなされ、2016年（平成28年）7月6日に小牧市議会でファニチャードームの年内閉店が発表された。同店は発表通り同年12月で閉店。そしてアル・プラザ小牧も2017年（平成29年）11月7日に賃貸契約の更新を行わず、2018年（平成30年）1月20日に閉店した。その後1階部分には同年2月9日に「Mikawaya」がオープンした。2021年（令和3年）3月6日にこまきこども未来館がオープンした。

## 沿革
- 1995年（平成07年）9月21日 - ラピオ開業。同時に「イトーヨーカドー小牧店」開店[1]。
- 2006年（平成18年）9月 - イトーヨーカ堂が翌年秋に同店を閉店すると発表[3]。
- 2007年（平成19年）
  - 9月2日 - イトーヨーカドー小牧店閉店。
  - 9月〜11月 - 5階と地下駐車場の一部を除く、施設内改装工事。
  - 11月8日 - 平和堂が運営する、「アル・プラザ小牧」開店[2]、再び全面開業。
- 2008年（平成20年）07月19日 - 小牧市えほん図書館が4階に開館。
- 2011年（平成23年）12月 - 安井家具が運営する「FURNITURE DOME（ファニチャードーム）小牧店」が3 - 4階に開店。
- 2015年（平成27年）10月10日 - 「ファニチャードーム小牧店」が改装[13]。4階から撤退して3階のみの営業に縮小[14]。
- 2016年（平成28年）12月31日 - 「ファニチャードーム小牧店」が閉店[15]。
- 2018年（平成30年）
  - 1月20日 - 「アル・プラザ小牧」閉店。
  - 2月09日 - 「Mikawayaラピオ小牧店」開店。
  - 9月01日 - 子育て包括支援センター開設[16]。
- 2021年（令和03年）
  - 3月6日 - こまきこども未来館オープン。

## フロア構成
2018年（平成30年）8月時点
| 階  | フロア概要                                                                                 |
| --- | ------------------------------------------------------------------------------------------ |
| 5F  | まなび創造館（小牧市運営）                                                                 |
| 4F  | 小牧市えほん図書館（たぶのきランドよむよむ）、学習広場、ラピオ専門店街、こまきこども未来館 |
| 3F  | 子育て包括支援センター、こまきこども未来館、小牧市少年センター                             |
| 2F  | ダイソー、こまきこども未来館、ワクティブこまき（こまき市民交流テラス）                     |
| 1F  | Mikawayaラピオ小牧店、ラピオ専門店街、キャッシュコーナー                                   |
| B1F | 市営駐車場                                                                                 |
| B2F | 市営駐車場                                                                                 |

## 交通手段
- 名鉄小牧線 小牧駅下車、徒歩で約3分。
- こまき巡回バス「ラピオ前」停留所下車、徒歩ですぐ。
- ピーチバス「小牧駅バスターミナル」停留所下車、徒歩で約3分。
- 名鉄バス：都市間高速バス・桃花台線（名鉄バスセンター・栄発のみ）「小牧駅西」停留所下車、徒歩で約1分。

## 周辺
- 小牧市立小牧小学校
- 小牧郵便局
- MEGAドン・キホーテUNY小牧店
- 戒蔵院
- マックスバリュ小牧駅西店
- イオン小牧店